# Viktor Zvarykin
Viktor Borisovič Zvarykin (in russo Виктор Борисович Зварыкин?; Mosca, 6 maggio 1986) è un ex cestista russo.